# He's the DJ, I'm the Rapper
He's the DJ, I'm the Rapper fue el segundo álbum del dúo Jeff Townes y Will Smith, mejor conocidos como DJ Jazzy Jeff & The Fresh Prince. Fue el primer álbum que incluía una canción de Rap que ganó un premio Grammy, por "Parents Just Don't Understand", que ganó el inaugural Premio Grammy a la mejor actuación de rap en 1989.

## Lista de canciones
1. "Nightmare on My Street"
2. "Here We Go Again"
3. "Brand New Funk" (usa un sample de "Bouncy Lady" de Pressure)
4. "Time to Chill" (usa samples de "Breezin'" de George Benson)
5. "Charlie Mack (1st out of the Limo)"
6. "As We Go"
7. "Parents Just Don't Understand"
8. "Pump Up the Bass"
9. "Let's Get Busy Baby"
10. "Another Special Announcement" (No esta en la versión CD del LP)
11. "Live at Union Square (November 1986)"
12. "D.J. on the Wheels"
13. "My Buddy"
14. "Rhythm Trax - House Party Style"
15. "He's the D.J., I'm the Rapper"
16. "Hip Hop Dancer's Theme"
17. "Jazzy's in the House"
18. "Human Video Game"

- Datos: Q2274452